# Ceropegia affinis
Ceropegia affinis ist eine Pflanzenart der Gattung Leuchterblumen (Ceropegia) der Unterfamilie Seidenpflanzengewächse (Asclepiadoideae).

## Merkmale
Ceropegia affinis besitzt ausdauernde, verhältnismäßig schlanke und windende Stängel, die bis 2 m lang werden können. Sie sind dunkelgrün und messen nur etwa 1 bis 2 mm im Durchmesser. Die Wurzeln wachsen in fleischigen Bündeln. Die nur leicht sukkulenten Laubblätter messen 2,5 bis 3,8 × 1 bis 4,5 cm. Die Blattstiele sind 5 bis 15 mm lang. Die länglich-ovalen bis breit-lanzettförmigen Blattspreite ist hell glänzend mit gewellten Rändern. 
Der Blütenstand ist ein- bis vielblütig; es ist jedoch immer nur eine Blüte geöffnet. Die einzelne Blüte ist im Durchschnitt 2 bis 3 cm lang, in Ausnahmefällen auch bis 4 Zentimeter. Die Farbe variiert von hellgrün, gelblich, über orange zu rotbraun. Der Kronkessel ist elliptisch-schlank und ist mit etwa 5 mm nur wenig breiter als die Kronröhre. Diese ist gebogen und erweitert sich trichterförmig bis auf etwa 8 bis 10 mm. Die grünlich-gelben Kronzipfel sind 4 bis 6 mm lang, grob dreieckig und an den Spitzen verwachsen. Die verwachsenen Spitzen sind braunrot. Die Ränder sind umgeschlagen und weiß behaart. 
Die schlanken Balgfrüchte weisen eine Länge von 9 bis 15 cm und einen Durchmesser von 2 bis 3 mm auf.

## Vorkommen
Das sehr große Verbreitungsgebiet dieser Art im tropischen und subtropischen Afrika reicht von Äthiopien im Norden bis nach Südafrika; von Guinea im Westen bis Kenia im Osten sowie nach Madagaskar. Entsprechend dem großen Verbreitungsgebiet ist die Art vor allem in der Blütenform sehr variabel.

## Systematik
Entsprechend der Variabilität der Blüten existieren eine ganze Reihe von Synonymen zu dieser Art: Ceropegia angusta N.E.Brown, Ceropegia racemosa N.E.Brown, Ceropegia setifera Schlechter, Ceropegia biddumana K.Schumann, Ceropegia ruspoliana K.Schumann, Ceropegia setifera var. natalensis N.E.Brown, Ceropegia hochstetteri Chiovenda, Ceropegia secamonoides S.Moore, Ceropegia cynanchoides Schlechter, Ceropegia kamerunensis Schlecht, Ceropegia atacorensis A.Chevalier, Ceropegia gourmacea A.Chevalier, Ceropegia glabripedicellata De Wildeman, Ceropegia pedunculata Turrill, Ceropegia butaguensis De Wildeman und Ceropegia racemosa var. glabra H.Huber.